# Ambulante (álbum)
Ambulante é o segundo álbum de estúdio da rapper brasileira Karol Conká. Após ficar 5 anos rodando o Brasil e o mundo com as músicas do disco de estreia, em 2018 lançou o tão esperado segundo álbum, o seu lançamento ocorreu em 8 de novembro de 2018, pela Sony Music Brasil.
Com dez faixas, “Ambulante” é o primeiro álbum de Karol em parceria com a gravadora Sony Music. A produção musical foi inteiramente assinado pelo DJ Boss in Drama. Foi eleito o 34º melhor disco brasileiro de 2018 pela revista Rolling Stone Brasil  e um dos 25 melhores álbuns brasileiros do segundo semestre de 2018 pela Associação Paulista de Críticos de Arte.

## Conceito
Em seu novo álbum Karol Conká quer expressar o seu espírito, composto por músicas produzidas pela própria artista em parceria com o boss in drama. A faixa Kaça traz o refrão original/sem cópia, e é uma espécie de rock n roll do rap com influências De funk, trap, tribal e outros estilos. Kaça é uma música forte com uma mensagem ácida e direta, assim como em outras faixas do álbum como Vogue do Gueto e Dominatrix .

## Arte da capa
O disco tem direção de arte assinada por Alma Negrot e carrega em sua capa elementos característicos da brasilidade, como as famosas fitinhas do Senhor do Bonfim de Salvador, e referências marítimas, tanto no figurino, quanto na maquiagem. A capa do álbum é ilustrada por Karol Conká com o corpo parcialmente encoberto por fitas de Nosso Senhor do Bonfim, sendo fotografada por Carlos Sales. A Associação Paulista de Críticos de Arte (APCA) elegeu a capa do álbum Ambulante como a melhor capa de 2018, a colorida arte foi eleita a melhor capa de 2018. Nas redes sociais, Karol Conká agradeceu o prêmio e dedicou a vitória ao diretor de arte e outras pessoas da equipe que colaboraram na construção da identidade visual do álbum. “Muito obrigada a todos vocês que acreditaram nesse disco, isso é só o começo”, escreveu. “Esse vai pra @NegrotAlma que assina direção de arte, styling e beauty, Mika Safro que arrasou na assistência de beleza e cabelo e o @carlossaless que fez esse fotão que eu tanto amei!  Muito obrigada”, agradeceu Karol Conka nas redes sociais.

## Lançamento e promoção
Inteiramente produzido por Boss In Drama, o projeto vem com 10 faixas e é encabeçado pelo primeiro single “Kaça”. O primeiro single do albúm ''Kaça'' foi lançado em 11 de outubro de 2018, sendo a primeira amostra do segundo álbum da rapper, arquitetado há mais de dois anos e enfim programado e lançado em 9 de novembro pela gravadora Sony Music. Recebendo em sua maioria críticas positivas sendo considerado forte, autentico, criativo e marcante. “Kaça é uma música forte com uma mensagem ácida e direta. É um desabafo sobre o meu cansaço de ver e ouvir a reciclagem do clichê. É sobre me sentir confortável em ser do meu jeito e ser uma caçadora da minha própria evolução, no meu tempo, usando minhas sensações e experiências como referência", explica Karol. O single foi promovido com clipe dirigido e roteirizado por Jorge Brivilati: “Eu encontrei na dança uma forma intensa de expressar sentimento e força nos meus filmes. Quando Karol me convidou, não tive outra escolha senão adentrar nesse universo e deixar que os movimentos expressassem o não dito. Trabalhando com bastante sub-texto, consegui trazer dos atores atuações magnificas”. disse o diretor. O clipe conta uma história de superação e traz Karol Conka no papel de uma figura mística que aparece pra quem está num momento de desespero. O filme narra a frustração de uma pessoa (interpretada pela dançarina Natasha Virgílio), que convive em um ambiente agressivo e é cobrada por não se encaixar no gosto dos pais. Em um momento de ruptura, ela incorpora o espírito da figura mística e encontra forças pra superar o momento.
Em 19 de Dezembro de 2018, lançou o videoclipe do segundo single de seu álbum, "Vogue do Gueto". O vídeo foi dirigido pelo trio We Are Magnólias e contou com a produção da Landia Brasil sendo também parte da parceria da cantora com a  multinacional de produtos esportivos Nike. A parceria entre Karol Conka e Nike surgiu com objetivo de inspirar mulheres a derrubarem barreiras e serem agentes de mudança. Ações como o show de lançamento de “Ambulante” no Nike Battle Force São Paulo e a colaboração neste videoclipe reforçam o comprometimento da marca e da artista em serem uma plataforma para amplificar essas vozes – seja no esporte, na música, moda, arte, ciência ou tecnologia. O clipe aborda o conceito da representatividade LGBT negra brasileira com aspectos da Ball culture e voguing. A cantora convidou os coletivos Batekoo, As Irenes, Estaremos Lá e Mooc, que também foram responsáveis pela criação da coreografia, além de outros que representam o ativismo negro no Brasil.
O terceiro single do álbum foi ''Saudade'', o videoclipe foi lançando em 7 de fevereiro de 2019. Com uma mistura de reggae e soul O videoclipe foi dirigido por Fred Ouro Preto e gravado na Represa de Guarapiranga. O diretor explicou o contexto do vídeo: ''Filmamos de maneira poética e focando bem na estética, é um vídeo feito de referências fotográficas que amarram esse conceito''. Saudade é um clipe bem diferente dos outros de Karol Conka, pois mostra um lado mais sensível da rapper curitibana, Karol diz que revelou seu lado frágil nas filmagens: ''Para mim, foi um alívio esse trabalho, me permitir ser vulnerável e sentir saudades, poder escrever uma letra sobre um momento mais sensível.'' relatou a cantora, via comunicado de imprensa.

## Turnê
Ambulante Tour foi a segunda turnê da rapper brasileira Karol Conká, em apoio ao seu segundo álbum de estúdio, Ambulante (2018).

### Datas
| Data                                                                           | Cidade         | Estado            | País           | Local                             |
| América do Sul                                                                 | América do Sul | América do Sul    | América do Sul | América do Sul                    |
| ------------------------------------------------------------------------------ | -------------- | ----------------- | -------------- | --------------------------------- |
| 1 de dezembro de 2018                                                          | São Paulo      | São Paulo         | Brasil         | Arca                              |
| 13 de dezembro de 2018                                                         | Rio de Janeiro | Rio de Janeiro    | Brasil         | YouTube Space                     |
| 15 de dezembro de 2018                                                         | Santo André    | São Paulo         | Brasil         | SESC Santo André                  |
| 18 de dezembro de 2018                                                         | Rio de Janeiro | Rio de Janeiro    | Brasil         | Teatro Rival Petrobras            |
| 22 de dezembro de 2018                                                         | Ribeirão Preto | São Paulo         | Brasil         | Armazém Baixada                   |
| 23 de dezembro de 2018                                                         | Rio de Janeiro | Rio de Janeiro    | Brasil         | SESC Caxias                       |
| 10 de janeiro de 2019                                                          | São Paulo      | São Paulo         | Brasil         | Sesc Pompeia                      |
| 11 de janeiro de 2019                                                          | São Paulo      | São Paulo         | Brasil         | Sesc Pompeia                      |
| 19 de janeiro de 2019                                                          | Rio de Janeiro | Rio de Janeiro    | Brasil         | Cidade das Artes                  |
| 24 de janeiro de 2019                                                          | São Paulo      | São Paulo         | Brasil         | Audio Club                        |
| 26 de janeiro de 2019                                                          | Campinas       | São Paulo         | Brasil         | Brasuca                           |
| 9 de fevereiro de 2019                                                         | São Paulo      | São Paulo         | Brasil         | Unibes Cultural                   |
| 3 de março de 2019                                                             | Rio de Janeiro | Rio de Janeiro    | Brasil         | Camarote N1                       |
| 4 de março de 2019                                                             | Rio de Janeiro | Rio de Janeiro    | Brasil         | Rio Beach Club                    |
| 5 de março de 2019                                                             | São Paulo      | São Paulo         | Brasil         | Avenida Pedro Álvares Cabral      |
| América do Norte[./Ambulante_(álbum)#cite_note-25 [nota 10]]                   |                |                   |                |                                   |
| 15 de março de 2019                                                            | Austin         | Texas             | Estados Unidos | Lucille Patio Lounge              |
| 16 de março de 2019                                                            | Austin         | Texas             | Estados Unidos | Lucille Patio Lounge              |
| América do Sul                                                                 |                |                   |                |                                   |
| 22 de março de 2019                                                            | Barra Mansa    | Rio de Janeiro    | Brasil         | Sesc Barra Mansa                  |
| 24 de março de 2019                                                            | São Paulo      | São Paulo         | Brasil         | Centro Cultural São Paulo         |
| 18 de abril de 2019                                                            | Porto Alegre   | Rio Grande do Sul | Brasil         | Bar Opinião                       |
| 20 de abril de 2019                                                            | São Paulo      | São Paulo         | Brasil         | Nos Trilhos                       |
| 26 de abril de 2019                                                            | Rio de Janeiro | Rio de Janeiro    | Brasil         | Circo Voador                      |
| 7 de maio de 2019                                                              | São Paulo      | São Paulo         | Brasil         | Casa Natura Musical               |
| 12 de maio de 2019                                                             | Brasília       | Distrito Federal  | Brasil         | Parque da Cidade                  |
| 18 de maio de 2019[./Ambulante_(álbum)#cite_note-Virada_Cultural-30 [nota 15]] | São Paulo      | São Paulo         | Brasil         | Centro Cultural da Juventude      |
| 19 de maio de 2019                                                             | São Paulo      | São Paulo         | Brasil         | Palco Cásper Líbero               |
| 1 de junho de 2019                                                             | Ribeirão Pires | São Paulo         | Brasil         | Palco da Vila do Doce             |
| 23 de junho de 2019                                                            | São Paulo      | São Paulo         | Brasil         | Avenida Paulista                  |
| 26 de junho de 2019                                                            | São Paulo      | São Paulo         | Brasil         | Sesc Bom Retiro                   |
| 29 de junho de 2019                                                            | São Paulo      | São Paulo         | Brasil         | Cine Joia                         |
| 6 de julho de 2019                                                             | Brasília       | Distrito Federal  | Brasil         | Bud Basement                      |
| 18 de julho de 2019                                                            | Macaé          | Rio de Janeiro    | Brasil         | Teatro SESI                       |
| 19 de julho de 2019                                                            | Campos         | Rio de Janeiro    | Brasil         | Teatro Firjan                     |
| 20 de julho de 2019                                                            | Itaperuna      | Rio de Janeiro    | Brasil         | Teatro Firjan                     |
| 28 de julho de 2019                                                            | Maringá        | Paraná            | Brasil         | Centro Renato Celidônio           |
| 31 de agosto de 2019                                                           | São Paulo      | São Paulo         | Brasil         | Fabriketa                         |
| 15 de setembro de 2019                                                         | São Paulo      | São Paulo         | Brasil         | SESC Itaquera                     |
| 22 de setembro de 2019                                                         | São Paulo      | São Paulo         | Brasil         | Centro Cultural São Paulo         |
| 27 de setembro de 2019                                                         | Rio de Janeiro | Rio de Janeiro    | Brasil         | Parque Olímpico do Rio de Janeiro |
| Europa                                                                         |                |                   |                |                                   |
| 23 de outubro de 2019                                                          | Barcelona      | Catalunha         | Espanha        | Sala Apolo                        |
| 24 de outubro de 2019                                                          | Madrid         | Madrid            | Espanha        | Sala Zenith                       |
| 25 de outubro de 2019                                                          | Dublin         | Leinster          | Irlanda        | Sugar Club                        |
| 26 de outubro de 2019                                                          | Lisboa         | Lisboa            | Portugal       | Musicbox                          |
| 27 de outubro de 2019                                                          | Porto          | Porto             | Portugal       | Hard Club                         |
| América do Sul                                                                 |                |                   |                |                                   |
| 2 de novembro de 2019                                                          | São Paulo      | São Paulo         | Brasil         | Arena Corinthians                 |
| 19 de novembro de 2019                                                         | São Paulo      | São Paulo         | Brasil         | Audio Club                        |
| 23 de novembro de 2019                                                         | Vinhedo        | São Paulo         | Brasil         | Hopi Hari                         |
| 1 de dezembro de 2019                                                          | São Paulo      | São Paulo         | Brasil         | Audio Club                        |
| 25 de janeiro de 2020                                                          | São Paulo      | São Paulo         | Brasil         | Largo São Bento                   |
| América do Norte                                                               |                |                   |                |                                   |
| 1 de fevereiro de 2020                                                         | Miami Beach    | Flórida           | Estados Unidos | Bud Hotel                         |

## Faixas
| Edição padrão  |                  |                               |                           |         |  |
| N.º            | Título           | Compositor(es)                | Produtor(es)              | Duração |  |
| 1.             | "Kaça"           | Karol Conká Boss in Drama     | Karol Conká Boss in Drama | 3:05    |  |
| 2.             | "Bem Sucedida"   | Conká Drama Raphael Caffarena | Conká Drama               | 3:04    |  |
| 3.             | "Vida Que Vale"  | Conká Doncesão Drama          | Conká Drama               | 2:57    |  |
| 4.             | "Vogue do Gueto" | Conká Doncesão Drama          | Conká Drama               | 2:58    |  |
| 5.             | "Dominatrix"     | Conká Drama                   | Conká Drama               | 2:44    |  |
| 6.             | "Suíte"          | Conká Drama                   | Conká Drama               | 2:27    |  |
| 7.             | "Saudade"        | Conká Drama                   | Conká Drama               | 2:31    |  |
| 8.             | "Desapego"       | Conká Drama                   | Conká Drama               | 2:43    |  |
| 9.             | "Fumacê"         | Conká Drama                   | Conká Drama               | 2:54    |  |
| 10.            | "Você Falou"     | Conká Drama                   | Conká Drama               | 3:20    |  |
| Duração total: | Duração total:   | Duração total:                | Duração total:            | 28:48   |  |